# Sibuyan
Sibuyan est une île de l'archipel des Philippines, située en mer de Sibuyan, une mer intérieure de la mer des Philippines. Elle fait partie de la province de Romblon et est divisée en trois municipalités (Cajidiocan, Magdiwang et San Fernando).
En 2000, il y avait 52 615 habitants pour une superficie de 445 km². Sa particularité est son point culminant, le Mont Guiting-guiting (en), d'une altitude 2 050 m. C'est une ile très sauvage, et certaines espèces végétales y sont endémiques.

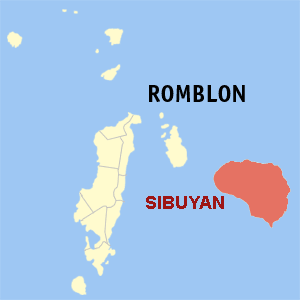
L'île de Sibuyan (rouge) dans la province de Romblon